# Silke Pielen
Silke Pielen (* 29. August 1955 in Nordhorn) ist eine ehemalige deutsche Schwimmerin, die für die Bundesrepublik Deutschland startete. Sie gewann 1972 eine olympische Bronzemedaille.
Silke Pielen startete bis 1971 für Waspo Nordhorn und wechselte dann zur DSV-Schule Max Ritter Saarbrücken. Ab 1974 trat sie für die Schwimm- und Sportfreunde Bonn 1905 an. Bei den Schwimmeuropameisterschaften 1970 in Barcelona wurde sie Elfte über die 200-Meter-Rückenstrecke. 1971 und 1972 gewann sie den Deutschen Meistertitel auf der 100-Meter-Rückendistanz. Bei den Olympischen Spielen 1972 in München wurde sie auf dieser Strecke Achte in 1:07,36 Minuten. Mit der Lagenstaffel in der Besetzung Silke Pielen, Verena Eberle, Gudrun Beckmann und Heidemarie Reineck gewann sie Bronze hinter den Staffeln aus den USA und der DDR.
Für ihre sportlichen Leistungen wurde sie am 11. September 1973 mit dem Silbernen Lorbeerblatt ausgezeichnet.